# Lișciîn, Jîtomîr
Lișciîn (în ucraineană Ліщин) este localitatea de reședință a comunei Lișciîn din raionul Jîtomîr, regiunea Jîtomîr, Ucraina.

## Demografie
Componența lingvistică a localității Lișciîn
     Ucraineană (97,79%)
     Rusă (1,98%)
     Alte limbi (0,24%)
Conform recensământului din 2001, majoritatea populației localității Lișciîn era vorbitoare de ucraineană (97,79%), existând în minoritate și vorbitori de rusă (1,98%).